# Єжево (Куявсько-Поморське воєводство)
Єжево (пол. Jerzewo) — село в Польщі, у гміні Хоцень Влоцлавського повіту Куявсько-Поморського воєводства.
У 1975-1998 роках село належало до Влоцлавського воєводства.